# Selassie I Showcase
Selassie I Showcase – dwunasty album studyjny Michaela Rose’a, jamajskiego wykonawcy muzyki reggae.
Płyta została wydana w roku 1997 przez francuską wytwórnię Bakchich Records. Nagrania zostały zarejestrowane w studiach Anchor, The Mixing Lab oraz Sonic Sound w Kingston, a także częściowo w A Class Studio w Londynie. Ich produkcją zajęli się Chris Lane oraz Fabrice "Frenchie" Allègre.

## Lista utworów
1. "Jah Is Near"
2. "Pressure Dub"
3. "Burial"
4. "Funeral Dub"
5. "Rush On The Tonic"
6. "Super Tonic Dub"
7. "I Love King Selassie"
8. "Mystic Dub"
9. "Never See Come See"
10. "Official Dub"
11. "Praise Him"
12. "Praises Dub"
13. "Jah Is My Shepherd" feat. Cutty Ranks

## Muzycy
- Lloyd "Gitsy" Willis - gitara
- Leroy "Mafia" Heywood - gitara basowa, keyboard
- Robbie Shakespeare - gitara basowa, keyboard
- David "Fluxy" Heywood - perkusja
- Sly Dunbar - perkusja
- Dean Fraser - saksofon
- Wycliffe "Steely" Johnson - fortepian